# Thượng tá
Thượng tá (tiếng Anh: Lieutenant Colonel) là cấp sĩ quan, cao hơn cấp trung tá và thấp hơn cấp đại tá. Hiện rất ít nước có cấp hàm này trong đội ngũ sĩ quan chỉ huy lực lượng vũ trang của mình.
Thông thường, ở các nước, trên cấp trung tá là cấp đại tá, không có cấp thượng tá.
Trong hệ thống quân hàm của Quân đội nhân dân Việt Nam, giai đoạn 1982 - 1992 quân hàm Thượng tá bị bãi bỏ, theo đó những sĩ quan cấp Thượng tá được mặc nhiên nâng thành Đại tá. Từ năm 1992 quân hàm thượng tá được khôi phục.
Thượng tá trong Quân đội Trung Quốc được gọi là Thượng hiệu (上校 Shang xiao), có 3 sao, được dịch sang tiếng Anh là Colonel, ở trên Trung hiệu (tức Trung tá), thuộc nhóm sĩ quan cấp tá (Hiệu quan).

## Cấp hàm Thượng tá của Quân đội Nhân dân Việt Nam
Tại Việt Nam, thượng tá là quân hàm mức đầu tiên của cán bộ cao cấp trong Quân đội Nhân dân Việt Nam và Công an Nhân dân Việt Nam, có 3 sao cấp tá, trên trung tá (2 sao cấp tá) và dưới đại tá (4 sao cấp tá)được đặt ra từ năm 1958, thường được dịch sang tiếng Anh là Senior Lieutenant Colonel hoặc đôi khi cũng được dịch là Colonel, vì tại Việt Nam quân hàm thượng tá có 3 sao cấp tá, tương đương quân hàm đại tá 3 sao ở các nước phương Tây.
Theo quy định về quân nhân chuyên nghiệp, cấp hàm Thượng tá là cấp bậc cao nhất của quân nhân chuyên nghiệp. Ở ngạch sĩ quan chỉ huy, theo Luật sĩ quan Quân đội Nhân dân Việt Nam (2015) thì Thượng tá là bậc quân hàm cao nhất của quân nhân giữ chức vụ: Phó trưởng phòng các cơ quan; Lữ đoàn phó - Phó Chỉnh ủy Lữ đoàn; Trung đoàn trưởng - Chính ủy trung đoàn; Chỉ huy trưởng - Chính trị viên Ban Chỉ huy quân sự cấp huyện, quận, thị xã

## Cấp hàm Thượng tá của Công an Nhân dân Việt Nam

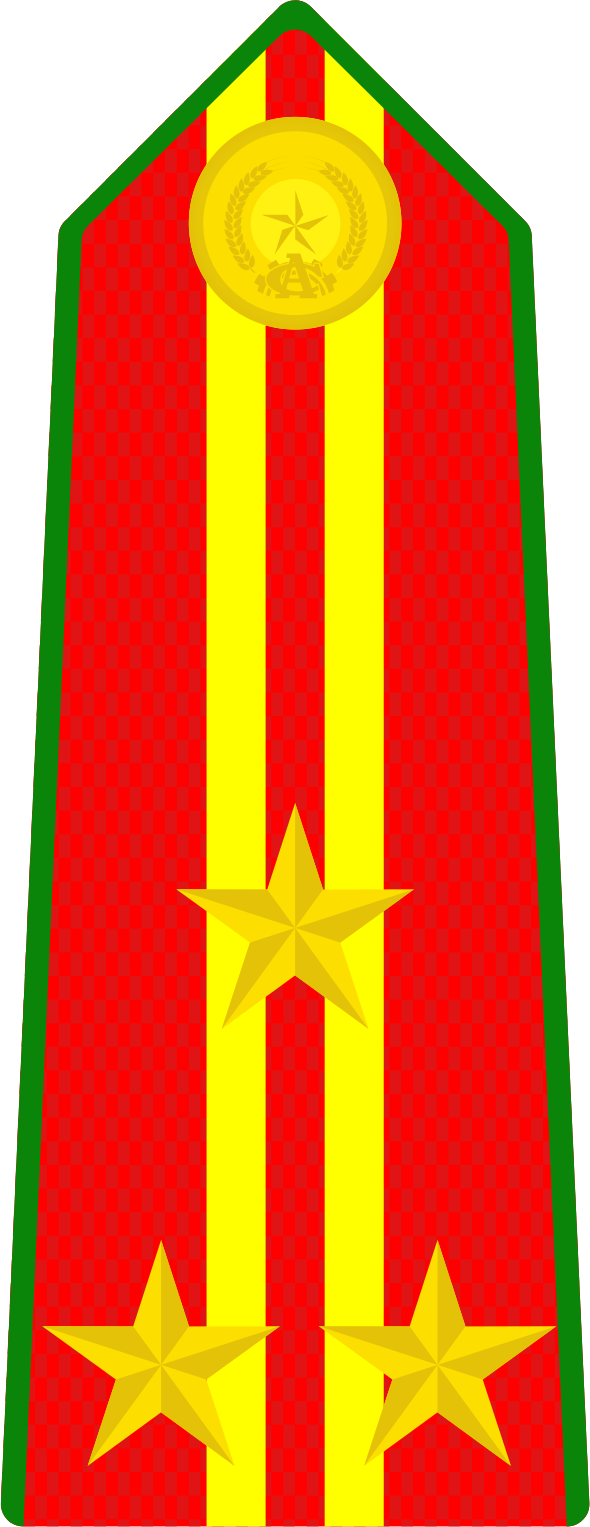
Thượng tá Công an nhân dân Việt Nam

Trong Công an Nhân dân Việt Nam, Thượng tá thường giữ chức vụ từ Trung đoàn trưởng, Trưởng Công an quận, huyện, thị xã, Thành phố trực thuộc tỉnh đến Trưởng phòng Công an Tỉnh, Thành phố trực thuộc Trung ương, Vụ trưởng. Hiện nay có một số trường hợp đặc biệt cán bộ không giữ chức vụ lãnh đạo chỉ huy, như trợ lý tổng hợp cấp cao, cũng có thể mang cấp hàm thượng tá.